# Steve Khan

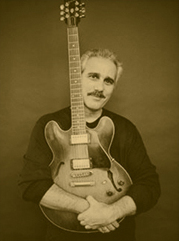
Steve Khan

Steve Khan (Los Angeles, 28 april 1947) is een Amerikaanse jazzgitarist.
Khan, zoon van de tekstschrijver Sammy Cahn, genoot eerst een opleiding slagwerk en piano. Pas op zijn 19e wisselde hij die instrumenten in voor de gitaar; zijn grote voorbeeld is Wes Montgomery. Nadat hij zijn studie had afgerond aan de Universiteit van Californië - Los Angeles vertrok hij naar New York. In 1974 kwam zijn carrière echt op gang toen hij een gitaarduo vormde met Larry Coryell en later ging spelen in de band Brecker Brothers. Midden jaren 70 maakte hij kortstondig deel uit van Blood, Sweat and Tears en eind jaren zeventig begon zijn solocarrière. Van 1981 tot 1985 vormde hij met andere jazzsterren de band Eyewitness. Hij heeft meegespeeld op talloze albums van anderen, waaronder Donald Fagen, speelde mee tijdens concertreeksen (waaronder Joe Zawinul) en af en toe kwamen er ook eigen albums uit. Hij was het populairst in de Verenigde Staten en Japan.
Steve Khan heeft ook een aantal boeken over gitaarmuziek geschreven:
Pentatonic Khancepts, Contemporary Chord Khancepts, The Wes Montgomery Guitar Folio, Pat Martino - The Early Years en Guitar Workshop Series.

## Discografie
Deze discografie bevat alleen albums waarop hij als "hoofdartiest" speelt:
- Sometime other than now (1976), Flying Dutchman
- Two for the road (1977), Novus
- Tightrope (1977), Columbia
- Alivemutherforya (1978), Columbia
- The blue man (1978), Columbia
- Arrows (1979), Columbia
- The best of Steve Khan (1980), Columbia (verzamelalbum)
- Evidence (1980), Arista/Novus - solo acoustic guitar
- Eyewitness (1981), Trio Records
- Modern Times (1982), Trio Records
- Casa loco (1983), Antilles/Polydor
- Local color (1987), Denon Records - duet with Rob Mounsey
- Helping hand (1987), Polydor
- Public access (1989), GRP Records
- Let's call this (1991), Bluemoon
- Headline (1992), Bluemoon
- The Collection (1994), Columbia (verzamelalbum)
- Crossings (1994), Verve/Forecast
- Got my mental (1996), Evidence
- You are here (1998), Siam Records
- New Horizons (2000), Caribbean Jazz Project, Concord Picante
- Paraiso (2001), Caribbean Jazz Project, Concord Picante
- The green field, (2005), Tone Center Records
- Borrowed Time, (2007), Tone Center Records
- The Suitcase (liveopnamen uit 1994),(eind februari 2008), Tone Center Records
- Parting shot (2011)
- Subtext (2014)
- Backlog (2017)